# Gunnar Halle
Gunnar Halle, né le 11 août 1965 à Larvik (Norvège), est un footballeur norvégien, qui évoluait au poste d'arrière droit et en équipe de Norvège avant de devenir entraîneur.
Halle a marqué cinq buts lors de ses soixante-quatre sélections avec l'équipe de Norvège entre 1987 et 1999. 

## Palmarès

### En équipe nationale
- 64 sélections et 5 buts avec l'équipe de Norvège entre 1987 et 1999.
- Participation à la coupe du monde 1994 et à la coupe du monde 1998.

### Avec Lillestrøm SK
- Vainqueur du Championnat de Norvège de football en 1986 et 1989.
- Vainqueur de la Coupe de Norvège de football en 1985.